# فرودگاه دیانت ایندبیرن
فرودگاه دیانت ایندبیرن (به انگلیسی: Djanet Inedbirene Airport) یک فرودگاه همگانی با کد یاتا DJG است که یک باند فرود آسفالت دارد و طول باند آن ۲۴۰۰ متر است. این فرودگاه در کشور الجزایر قرار دارد و در ارتفاع ۹۶۶ متری از سطح دریا واقع شده‌است.

## شرکت‌های هواپیمایی و مقصدهای پروازی
| شرکت‌های هواپیمایی | مقصدهای پروازی                                        |
| ----------------- | ----------------------------------------------------- |
| هواپیمایی الجزایر | هواری بومدین، ایلیزی، عین بیدا، اگونار – هج بی اخاموک |
| طاسیلی ایرلاینز   | هواری بومدین، ایلیزی                                  |